# Fortune 1000
Fortune 1000 è una classifica stilata dalla rivista economica Fortune, che elenca le 1.000 più grandi imprese societarie statunitensi, classificate solo sulla base del fatturato. Le società che possono entrare nella lista sono tutte quelle registrate negli Stati Uniti ed i cui bilanci sono disponibili pubblicamente (si tratta quindi di una platea più vasta di quella delle cosiddette public companies, intese come società le cui azioni ordinarie sono quotate in borsa). Fortune 500 è il sottoinsieme delle lista riferito alle prime 500 società.
Nel 2007 e nel 2008, il numero 1 sulla lista era la Wal-Mart Stores.